# Камара, Кандия
Кандия Камиссоко Камара (фр. Kandia Kamissoko Camara; род. 17 июня 1959, Абиджан[…]) — ивуарийская гандболистка, учительница, политический и государственный деятель. Член политбюро партии Объединение уфуэтистов за демократию и мир (RHDP). Министр иностранных дел, африканской интеграции и диаспоры Кот-д’Ивуара с 2021 года. В прошлом — министр образования Кот-д’Ивуара (2011—2022).

## Биография
Родилась 17 июня 1959 года в Абиджане.
Играла в гандбол. Дважды, в 1974 и 1980 году становилась чемпионкой Кот-д’Ивуара. В январе 1981 года выиграла 3-й чемпионат африканской Лиги чемпионов в Дакаре в составе клуба Air Afrique Bouaké.
Окончила Университет Феликса-Уфуэ-Буаньи в Кокоди, где изучала английский язык. Также получила сертификат о повышении квалификации в области образования в английском Ланкастерском университете.
Работала в 1983—1984 гг. учительницей английского языка в Колледже Кокоди (Collège Moderne de Cocody, с 2017 года Лицей Кокоди, Lycée Moderne de Cocody), в 1984—1986 гг. в Колледже имени Треш-Лаплена (Collège Treich-Laplène) в Трешвилле, в 1986—2002 гг. — в Профессиональном лицее гостиничного бизнеса (Lycée Professionnel Hôtelier d'Abidjan, L.P.H.A).
С 2001 года была заместителем мэра Абобо, с 2011 года — муниципальный депутат в Абобо.
В 2003 году стала специальным советником премьер-министра Сейду Диарры в переходном правительстве национального единства, созданном в соответствии с планом мирного урегулирования, призванным прекратить гражданскую войну. Занимала должность до 2010 года.
На съезде партии Объединение республиканцев 10 сентября 2017 года была избрана генеральным секретарём. Потеряла должность при создании 16 июля 2018 года партии Объединения уфуэтистов за демократию и мир.
11 апреля 2011 году назначена президентом Алассаном Уаттарой министром образования Кот-д’Ивуара в правительстве под руководством Гийома Соро. Сохранила должность при последующих премьерах Жанно Ауссу-Куадьо, Даниэле Каблане Дункане, Амаду Гон Кулибали и Амеде Бакайоко.
6 апреля 2022 года назначена министром иностранных дел, африканской интеграции и диаспоры Кот-д’Ивуара в правительстве под руководством Патрика Аши.